# COVID-19 Therapeutics Accelerator
Der COVID-19 Therapeutics Accelerator (CTA) ist eine Initiative, mit der die Entwicklung und der Einsatz von Behandlungsmöglichkeiten der Atemwegserkrankung COVID-19 beschleunigt werden sollen.
Sie wurde von der Bill & Melinda Gates Foundation, dem Wellcome Trust und dem Mastercard Impact Fund mit einer Startfinanzierung von 125 Millionen US-$ ausgestattet und soll mit der Weltgesundheitsorganisation (WHO), Regierungen und Geldgebern, privaten Organisationen und Unternehmen sowie globalen Institutionen zusammenarbeiten.
Zunächst sollen bereits zugelassene Arzneimittel auf die Wirkung gegen COVID-19 getestet werden. Zweitens sollen andere bereits auf Verträglichkeit untersuchte Substanzen ermittelt werden, die möglicherweise gegen das Virus wirksam sind. Drittens werden neue Substanzen und monoklonale Antikörper erforscht, die zur Behandlung oder Prophylaxe geeignet sind.
Ein Ziel ist die Verfügungstellung der Produkte zu erschwinglichen Preisen auch in ärmeren Ländern.